# Nombre de Delannoy
En mathématiques, et notamment en combinatoire, les nombres de Delannoy dénombrent les chemins joignant deux points d'un réseau carré, en pas horizontaux, verticaux, et aussi diagonaux. Ils sont ainsi nommés en l'honneur de l'officier français, mathématicien amateur et aussi historien Henri Auguste Delannoy. Ce dernier a présenté ce problème comme recherche de dénombrement de chemins parcourus par la reine dans un échiquier.

Les D(3)=63 chemins de Delannoy joignant (0,0) à (3,3).

## Définitions et valeurs particulières

### Première définition combinatoire
Le nombre de Delannoy {\displaystyle D(n,m)} est le nombre de chemins de {\displaystyle \mathbb {N} ^{2}} joignant le point {\displaystyle (0,0)} au point {\displaystyle (n,m)} en utilisant des pas élémentaires de direction nord (ajout de {\displaystyle (0,1)}), nord-est (ajout de {\displaystyle (1,1)}), et est (ajout de {\displaystyle (1,0)}). 
Notons que {\displaystyle D(n,m)\geqslant {\binom {n+m}{n}}}, le coefficient binomial ne comptant que les chemins prenant des directions est et nord. 
{\displaystyle D(n,m)} est aussi le nombre de chemins de {\displaystyle \mathbb {N} \times \mathbb {Z} } joignant le point {\displaystyle (0,0)} au point {\displaystyle (n+m,n-m)} en utilisant des pas élémentaires de direction nord-est  (ajout de {\displaystyle (1,1)}), sud-est (ajout de {\displaystyle (1,-1)}), et des pas doubles de direction est (ajout de {\displaystyle (2,0)}). 

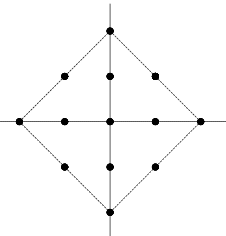

### Deuxième définition combinatoire
{\displaystyle D(n,m)} est le nombre de points du réseau {\displaystyle \mathbb {Z} ^{m}} situés à une distance d'au plus {\displaystyle n} pas de l'origine, autrement dit, le nombre de points à coordonnées entières de l'hyperoctaèdre plein {\displaystyle \left\{(x_{1},x_{2},...,x_{m})\in \mathbb {R} ^{m}/|x_{1}|+|x_{2}|+...+|x_{m}|\leqslant n\right\}}. 
On a donc ici un exemple de généralisation en dimensions supérieures du concept de nombre figuré (tel qu'étudié notamment par Pythagore et Pascal), les nombres de Delannoy correspondant en l'occurrence à des "nombres hyperoctaédriques centrés".

### Définitions combinatoires des nombres de Delannoy « centraux »
Tout comme les nombres de Catalan, de Motzkin, de Fibonacci, etc., 
les nombres de Delannoy apparaissent dans de nombreux problèmes. On trouvera notamment dans l'article de Sulanke 29 définitions combinatoires différentes des nombres de Delannoy « centraux » {\displaystyle D(n,n)}.
Cette ubiquité s'explique en partie par des définitions récursives assez naturelles, et donc promptes à apparaître dans diverses situations.

### Définition récursive 1
Par la première définition, on obtient la définition récursive :
{\displaystyle D(0,m)=1} pour {\displaystyle m\geqslant 0}
et, pour {\displaystyle n,m\geqslant 1} : 
{\displaystyle D(n,m)=D(n-1,m)+D(n-1,m-1)+D(n,m-1)},  ce qui permet d'obtenir la ligne {\displaystyle n} de proche en proche, connaissant la ligne {\displaystyle n-1}.

### Définition récursive 2
Par la deuxième définition, ou en conséquence de la précédente, on obtient la définition récursive :
{\displaystyle D(0,m)=1} pour {\displaystyle m\geqslant 0}
et, pour {\displaystyle n,m\geqslant 1} :
{\displaystyle D(n,m)={\biggl (}2\sum _{k=0}^{m-1}D(n-1,k){\biggl )}+D(n-1,m)}
ce qui permet d'obtenir la ligne {\displaystyle n} connaissant la ligne {\displaystyle n-1}.

### Premières valeurs
| n\m | 0 | 1  | 2   | 3    | 4    | 5     | 6     | 7      | 8      |
| --- | - | -- | --- | ---- | ---- | ----- | ----- | ------ | ------ |
| 0   | 1 | 1  | 1   | 1    | 1    | 1     | 1     | 1      | 1      |
| 1   | 1 | 3  | 5   | 7    | 9    | 11    | 13    | 15     | 17     |
| 2   | 1 | 5  | 13  | 25   | 41   | 61    | 85    | 113    | 145    |
| 3   | 1 | 7  | 25  | 63   | 129  | 231   | 377   | 575    | 833    |
| 4   | 1 | 9  | 41  | 129  | 321  | 681   | 1289  | 2241   | 3649   |
| 5   | 1 | 11 | 61  | 231  | 681  | 1683  | 3653  | 7183   | 13073  |
| 6   | 1 | 13 | 85  | 377  | 1289 | 3653  | 8989  | 19825  | 40081  |
| 7   | 1 | 15 | 113 | 575  | 2241 | 7183  | 19825 | 48639  | 108545 |
| 8   | 1 | 17 | 145 | 833  | 3649 | 13073 | 40081 | 108545 | 265729 |
| 9   | 1 | 19 | 181 | 1159 | 5641 | 22363 | 75517 | 224143 | 598417 | Voir la suite A008288 de l'OEIS.
La diagonale du tableau donne les nombres de Delannoy centraux {\displaystyle D(n)=D(n,n)}, dénombrant les chemins de {\displaystyle (0,0)} à {\displaystyle (n,n)} ; les premières valeurs en sont :
1, 3, 13, 63, 321, 1683, 8989, 48639, 265729, ... ; voir la suite A001850 de l'OEIS.

## Triangle de Delannoy
Comme pour le triangle de Pascal, on peut aussi disposer les nombres de Delannoy en triangle. La ligne {\displaystyle n} du triangle est constituée des nombres {\displaystyle {\binom {n}{k}}_{D}=D(k,n-k)} pour {\displaystyle 0\leqslant k\leqslant n}, vérifiant {\displaystyle {\binom {n}{k}}_{D}={\binom {n-1}{k-1}}_{D}+{\binom {n-1}{k}}_{D}+{\binom {n-2}{k-1}}_{D}}pour {\displaystyle 0<k<n} ; chaque terme est la somme de trois termes : les deux termes situés juste au-dessus de lui et un troisième situé deux-lignes au-dessus (par exemple 25=13+7+5, comme illustré en couleur dans la figure suivante).
```
            1
          1   1
        1   3   1
      1   5   
5
   1
    1   7  
13   7
   1
  1   9  25  
25
   9   1
1  11  41  63  41  11   1
```

## Propriétés du triangle de Delannoy
- Symétrie :

{\displaystyle D(n,m)=D(m,n)}
- Formules par lignes du tableau ou diagonales du triangle :

{\displaystyle D(n,1)=2n+1}
{\displaystyle D(n,2)=2n(n+1)+1=n^{2}+(n+1)^{2}} (nombres carrés centrés, suite A001844 de l'OEIS)
{\displaystyle D(n,3)={1 \over 3}(2n+1)(2n^{2}+2n+3)} (nombres octaédriques centrés, suite A001845 de l'OEIS)
{\displaystyle D(n,4)=(2n^{4}+4n^{3}+10n^{2}+8n+3)/3} (nombres 4-hyperoctaédriques centrés, suite A001846 de l'OEIS)
{\displaystyle D(n,5)={\frac {1}{15}}(2n+1)(2n^{4}+4n^{3}+18n^{2}+16n+15)} (nombres 5-hyperoctaédriques centrés, suite A001847 de l'OEIS)
{\displaystyle D(n,6)={\frac {1}{45}}(2n^{2}+2n+5)(2n^{4}+4n^{3}+26n^{2}+24n+9)} (nombres 6-hyperoctaédriques centrés, suite A001848 de l'OEIS)
Pour {\displaystyle m} fixé, {\displaystyle D(n,m)} est un polynôme en {\displaystyle n} de degré {\displaystyle m} et de coefficient dominant {\displaystyle 2^{m} \over m!}.
- Formules closes :

{\displaystyle {\begin{aligned}D(n,m)&=\sum _{k=0}^{\min(n,m)}{\binom {n+m-k}{k,m-k,n-k}}=\sum _{k=0}^{\min(n,m)}{\binom {n}{k}}{\binom {n+m-k}{n}}\\&=\sum _{k=0}^{\min(n,m)}2^{k}{\binom {n}{k}}{\binom {m}{k}}\\&=\sum _{k=0}^{\infty }{\frac {1}{2^{k+1}}}{\binom {k}{n}}{\binom {k}{m}}\\&={}_{2}F_{1}(-n,-m;-(n+m);-1){\binom {n+m}{n}}\end{aligned}}}
où {\displaystyle {}_{2}F_{1}(a,b;c;d)} est une fonction hypergéométrique. 
Justification de la première formule : la liste des pas successifs d'un chemin possédant {\displaystyle k} pas diagonaux possède forcément {\displaystyle n-k} pas horizontaux et {\displaystyle m-k} pas verticaux. Le dénombrement de ces listes est donc donné par le coefficient multinomial {\displaystyle {\binom {n+m-k}{k,m-k,n-k}}}. 
- Séries génératrices  :

{\displaystyle \sum _{n,m\geqslant 0}D(n,m)x^{n}y^{m}={\frac {1}{1-x-y-xy}}}
{\displaystyle \sum _{n\geqslant 0}D(n,m)x^{n}={\frac {(1+x)^{m}}{(1-x)^{m+1}}}}
- Sommes de diagonales montantes du tableau (i.e., sommes des lignes du triangle) :

{\displaystyle \sum _{k=0}^{n}D(n-k,k)=\sum _{k=0}^{n}{\binom {n}{k}}_{D}=P_{n+1}} où {\displaystyle (P_{n})} est la suite de Pell
Plus généralement les polynômes {\displaystyle D_{n}(x)=\sum _{k=0}^{n}D(n-k,k)x^{k}=\sum _{k=0}^{n}{\binom {n}{k}}_{D}x^{k}} vérifient la relation de récurrence {\displaystyle D_{n}(x)=(1+x)D_{n-1}(x)+xD_{n-2}(x)}.
- Sommes de diagonales "super-montantes" du tableau (i.e., sommes des diagonales montantes du triangle) :

{\displaystyle \sum _{k=0}^{\left\lfloor {\frac {n}{2}}\right\rfloor }D(n-2k,k)=\sum _{k=0}^{\left\lfloor {\frac {n}{2}}\right\rfloor }{\binom {n-k}{k}}_{D}=T_{n+1}} où {\displaystyle (T_{n})} est la suite de Tribonacci (d'où le nom de triangle de Tribonacci donné au triangle de Delannoy dans),
formule à mettre en parallèle avec celle concernant le triangle de Pascal : {\displaystyle \sum _{k=0}^{\left\lfloor {\frac {n}{2}}\right\rfloor }{\binom {n-k}{k}}=F_{n}}
- Les nombres de Delannoy sont reliés au nombre {\displaystyle \ln 2} ; les valeurs de la ligne {\displaystyle n} de leur tableau interviennent en effet dans la formule d'accélération de convergence suivante (voir  A001850) :

{\displaystyle \ln 2=\left(1-1/2+1/3-\cdots +{\frac {(-1)^{n+1}}{n}}\right)+(-1)^{n}\sum _{m=1}^{\infty }{\frac {(-1)^{m+1}}{mD(n,m-1)D(n,m)}}}.
Pour {\displaystyle n=1}, on obtient par exemple :
{\displaystyle \ln 2=1+\sum _{m=1}^{\infty }{\frac {(-1)^{m}}{m(4m^{2}-1)}}}
et pour {\displaystyle n=3} :
{\displaystyle \ln 2=1-{1 \over 2}+{1 \over 3}-{\frac {1}{1\times 1\times 7}}+{\frac {1}{2\times 7\times 25}}-{\frac {1}{3\times 25\times 63}}+{\frac {1}{4\times 63\times 129}}-\cdots }

## Propriétés des nombres de Delannoy centraux
- Relation de récurrence d'ordre 2 :

{\displaystyle nD(n)=3(2n-1)D(n-1)-(n-1)D(n-2)}.
- Expression polynomiale :

{\displaystyle D(n)=P_{n}(3)}
où {\displaystyle P_{n}} est le polynôme de Legendre d'ordre {\displaystyle n}.
- Série génératrice :

{\displaystyle \sum _{n\geqslant 0}D(n)x^{n}=(1-6x+x^{2})^{-1/2}}
- Formule close :

{\displaystyle D(n)=\sum _{k=0}^{n}{\binom {n}{k}}{\binom {n+k}{k}}}
- Évaluation asymptotique :

{\displaystyle D(n)={\frac {c\,\alpha ^{n}}{\sqrt {n}}}\,(1+O(n^{-1}))}
où {\displaystyle \alpha =3+2{\sqrt {2}}\approx 5,828} et {\displaystyle c=(4\pi (3{\sqrt {2}}-4))^{-1/2}\approx 0,5727}.

## Pages connexes
- Nombres de Schröder dénombrant les chemins de Delannoy de {\displaystyle (0,0)} à {\displaystyle (n,n)}  sous-diagonaux, c'est-à-dire ne dépassant pas la diagonale sud-ouest - nord-est.
- Nombres de Schröder-Hipparque

- Nombres de Motzkin dénombrant les chemins reliant le point {\displaystyle (0,0)} au point {\displaystyle (n,0)}, constitués de pas élémentaires nord-est (ajout de {\displaystyle (1,1)}), sud-est (ajout de {\displaystyle (1,-1)}) ou est (ajout de {\displaystyle (1,0)}) et restant au-dessus de l'axe horizontal.
- Nombres de Narayana
- Nombres hyperoctaédriques (non centrés), ayant même relation de récurrence que les nombres de Delannoy
- Triangle de Rascal (dont la formule de récurrence fait intervenir les mêmes termes que pour le triangle de Delannoy)